# Thizy-les-Bourgs
Thizy-les-Bourgs ist eine französische Gemeinde mit 5794 Einwohnern (Stand: 1. Januar 2022) im Département Rhône in der Region Auvergne-Rhône-Alpes. Sie gehört zum Arrondissement Villefranche-sur-Saône und ist Mitglied im Gemeindeverband Communauté d’agglomération de l’Ouest Rhodanien. Das Bureau centralisateur des gleichnamigen Kantons befindet sich in Thizy-les-Bourgs.
Thizy-les-Bourgs entstand mit Wirkung vom 1. Januar 2013 als Commune nouvelle durch die Zusammenlegung der früher selbstständigen Gemeinden Bourg-de-Thizy, La Chapelle-de-Mardore, Mardore, Marnand und Thizy, die fortan den Status als Communes déléguées besitzen. Der Verwaltungssitz befindet sich in Thizy.

## Gemeindegliederung
| Commune déléguée        | Ehemaliger INSEE-Code | PLZ   | Fläche (km²) | Einwohnerzahl (2022) |
| ----------------------- | --------------------- | ----- | ------------ | -------------------- |
| Thizy (Verwaltungssitz) | 69248                 | 69240 | 01,94        | 2.140                |
| Bourg-de-Thizy          | 69025                 | 69240 | 14,49        | 2.362                |
| La Chapelle-de-Mardore  | 69041                 | 69240 | 05,79        | 0231                 |
| Mardore                 | 69128                 | 69240 | 13,47        | 0472                 |
| Marnand                 | 69129                 | 69240 | 08,45        | 0589                 |

## Geografie

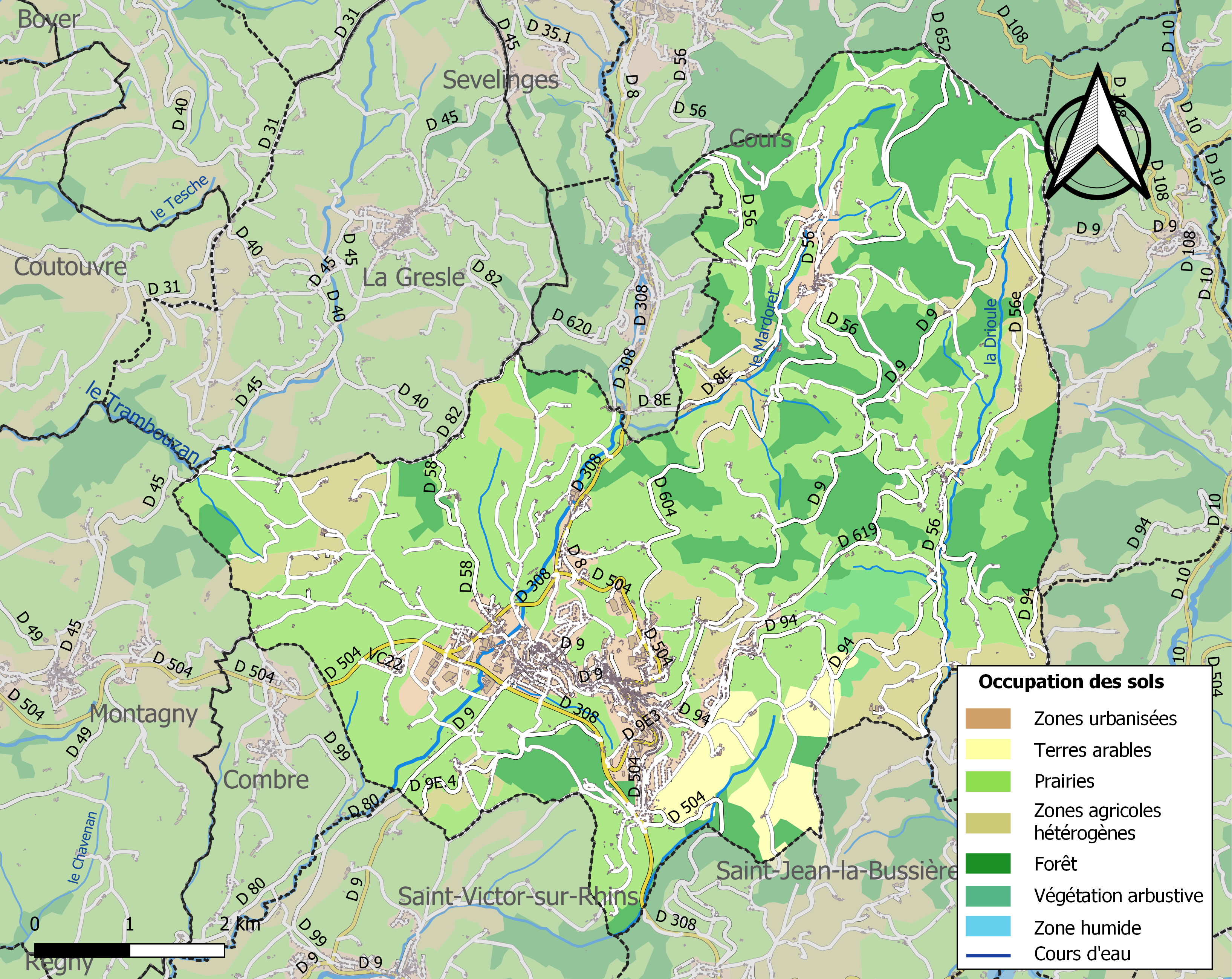
Bodennutzung, Hydrografie und Infrastruktur der Gemeinde (2018)

Thizy-les-Bourgs liegt etwa 50 Kilometer nordwestlich von Lyon und etwa 32 Kilometer westnordwestlich von Villefranche-sur-Saône in der Région naturelle des Beaujolais an der Grenze zum benachbarten Département Loire.
Das Ortsgebiet liegt im Einzugsgebiet der Loire und wird von der Trambouze, vom Flüsschen Mardoret, von der Drioule, vom Marnanton und den diversen Nebenflüssen entwässert. Das Relief ist ausgesprochen hügelig mit Höhen verbreitet über 500 m. Die höchste Erhebung mit 804 m wird im äußersten Nordosten gemessen. Das Zentrum der Gemeinde im Ortsteil Thizy liegt auf einer Höhe von etwa 502 m an einem Felsvorsprung mit einem Friedhof auf 547 m Höhe.
Teile des Gebiets von Thizy-les-Bourgs gehören zu den ZNIEFF-Naturzonen „Ruisseau de la Drioule“ (820031434) und „Bassin versant de la Drioule“ (820031435).
Rund 68 % der Fläche der Gemeinde werden landwirtschaftlich, hauptsächlich als Grünland genutzt, rund 22 % sind bewaldet, rund 8 % entfallen auf bebaute Flächen, rund 2 % sind Flächen mit Strauch- und/oder Kräutervegetation, rund 1 % entfallen auf Industrie-, Gewerbe- und Verkehrsflächen.
Umgeben wird Thizy-les-Bourgs von acht Nachbargemeinden:
| La Gresle (Loire)               | Cours                                       |                        |
| Montagny (Loire) Combre (Loire) | Kompassrose, die auf Nachbargemeinden zeigt | Saint-Vincent-de-Reins |
| Saint-Victor-sur-Rhins (Loire)  | Saint-Jean-la-Bussière                      | Cublize                |

## Sehenswürdigkeiten
| Name                                      | Ort                    | Bemerkungen                                             | Bild |
| ----------------------------------------- | ---------------------- | ------------------------------------------------------- | ---- |
| Zisterne und Schlosskapelle Saint-Georges | Thizy                  | 11. Jahrhundert, als Monument historique eingeschrieben |      |
| Kirche Notre-Dame                         | Thizy                  | 19. und 20. Jahrhundert                                 |      |
| Zwei Häuser                               | Thizy                  | Seit 1941 als Monument historique eingeschrieben        |      |
| Freilichtmuseum des Haut-Beaujolais       | Thizy                  | Seit 2005 als Musée de France gekennzeichnet            |      |
| Kirche Saint-Pierre                       | Bourg-de-Thizy         | 19. Jahrhundert                                         |      |
| Kapelle im Weiler Le Ronzy                | Bourg-de-Thizy         | 1963 aus einem früheren Bahnhof umgewandelt             |      |
| Gesteinsformation „Pierre à l’âne“        | La Chapelle-de-Mardore |                                                         |      |
| Gesteinsformation „La roche aux fées“     | La Chapelle-de-Mardore |                                                         |      |
| Marienstatue „Notre-Dame des pins dorés“  | La Chapelle-de-Mardore |                                                         |      |
| Kirche Saint-Blaise                       | La Chapelle-de-Mardore |                                                         |      |
| Überbleibsel einer Römerstraße            | Mardore                | Seit 1942 als Monument historique klassifiziert         |      |
| Kirche Saint-Laurent                      | Mardore                |                                                         |      |
| Kirche Saint-André                        | Marnand                |                                                         |      |

## Bildung
Die Gemeinde verfügt über:
- eine öffentliche Vorschule (École maternelle),
- zwei öffentliche Vor- und Grundschulen (Écoles primaires),
- eine private Vor- und Grundschule,
- zwei öffentliche Grundschulen (Écoles élémentaires),
- ein öffentliches Collège,
- ein privates Collège und
- ein öffentliches Lycée.[4]

## Wirtschaft
Die Landwirtschaft der Orte der Gemeinde besteht traditionell aus Ackerbau (Getreide, Kartoffeln, Rüben), Holzwirtschaft und Viehzucht (Pferde, Rinder, Schweine, Schafe). Es wurden seit dem 18. Jahrhundert Stoffe produziert.
| Thizy-les-Bourgs | Thizy-les-Bourgs | Thizy-les-Bourgs | Département | Département | Département | Metropolitan-Frankreich | Metropolitan-Frankreich | Metropolitan-Frankreich |
| ---------------- | ---------------- | ---------------- | ----------- | ----------- | ----------- | ----------------------- | ----------------------- | ----------------------- |
| Gesamt           | Männer           | Frauen           | Gesamt      | Männer      | Frauen      | Gesamt                  | Männer                  | Frauen                  |
| 64,4 %           | 67,4 %           | 63,1 %           | 66,7 %      | 69,9 %      | 63,7 %      | 66,1 %                  | 68,9 %                  | 63,4 %                  |

Die Beschäftigungsrate der Gemeinde ist niedriger als die des Départements Rhône und die von Metropolitan-Frankreich. Im Vergleich zu 2015 stieg die Gesamtquote der Gemeinde um 2,4 %. Die meisten Beschäftigten sind im Handel, Transportwesen, Dienstleistungssektor, Öffentliche Verwaltung, Bildung, Gesundheit, Sozialwesen beschäftigt, die wenigsten in der Landwirtschaft. Etwa die Hälfte der Beschäftigten der Bewohner sind Auspendler. 54,8 % arbeiteten 2021 in einer anderen Gemeinde, 5 % mehr als in 2015. Dabei benutzten sie zu 79,3 % ein Auto, einen Last- oder Lieferwagen, nur 7,3 % ein öffentliches Verkehrsmittel.
| Thizy-les-Bourgs | Thizy-les-Bourgs | Thizy-les-Bourgs | Thizy-les-Bourgs | Département | Département | Département | Département | Metropolitan-Frankreich | Metropolitan-Frankreich | Metropolitan-Frankreich | Metropolitan-Frankreich |
| ---------------- | ---------------- | ---------------- | ---------------- | ----------- | ----------- | ----------- | ----------- | ----------------------- | ----------------------- | ----------------------- | ----------------------- |
| Gesamt           | 15–24            | 25–54            | 55–64            | Gesamt      | 15–24       | 25–54       | 55–64       | Gesamt                  | 15–24                   | 25–54                   | 55–64                   |
| 10,9 %           | 17,1 %           | 10,0 %           | 9,6 %            | 11,0 %      | 20,4 %      | 10,0 %      | 8,7 %       | 11,7 %                  | 23,2 %                  | 10,5 %                  | 9,8 %                   |

Die Arbeitslosenquote zeigt ein positives Bild. Sie ist bis auf den Wert der 55- bis 64-Jährigen niedriger im Vergleich zum gesamten Département und insgesamt im Vergleich zum Metropolitan-Frankreich. Im Vergleich zu 2015 fiel die Gesamtarbeitslosenquote der Gemeinde um 2 %, in der Altersklasse von 15- bis 24-Jährigen sogar um 6 %.

## Verkehr
Die Gemeinde liegt fernab größerer Verkehrsachsen. Die Departementsstraße D 308 verbindet Thizy und Bourg-de-Thizy im Norden mit Cours, im Süden mit Amplepuis. Die Departementsstraße D 504 führt in westlicher Richtung nach Roanne. Nachgeordnete Departementsstraßen und lokale Landstraßen verbinden die Ortsteile miteinander und mit weiteren Nachbargemeinden.
Busse zweier Linien der Transportgesellschaft Cars du Rhône verbinden Thizy-les-Bourgs mit Cours und Tarare über Amplepuis.

## Sport
Im Jahr 2023 führte die Tour de France auf der 12. Etappe durch Thizy-les-Bourgs. In der Ortschaft La Triche wurde auf der D9 mit der Côte de Thizy-les-Bourgs (633 m) eine Bergwertung der 3. Kategorie abgenommen, die sich der Kolumbianer Daniel Felipe Martínez sicherte.

## Gemeindepartnerschaft
- Seit 1969 besteht eine von Thizy begründete Gemeindepartnerschaft mit der im südhessischen Landkreis Bergstraße gelegenen Gemeinde Fürth im Odenwald in Deutschland.
- Mit Hessle in East Riding of Yorkshire in England besteht ebenfalls eine Gemeindepartnerschaft.